# Programme FLAM
 (août 2016).
Le dispositif d'appui financier Français LAngue Maternelle (anciennement programme FLAM) est un dispositif de consolidation du français langue maternelle. Il a été créé en 2001 par le ministère français des Affaires étrangères à l'initiative de membres du Conseil supérieur des Français de l'étranger (CSFE, aujourd'hui Assemblée des Français de l'étranger) et de sénateurs représentant les Français établis hors de France et est destiné aux élèves français qui vivent à l'étranger.

## Historique
La direction générale de la coopération internationale et du développement (DGCiD) du ministère des affaires étrangères a mis en place à partir de 2001, un programme intitulé initialement « Consolidation du Français langue maternelle » (FLAM), dont l'objet était de soutenir l'organisation de cours ou ateliers de langue et de culture françaises organisés à l'intention d'enfants français - y compris ceux ayant aussi une autre nationalité - vivant à l'étranger et scolarisés dans un établissement non-francophone.
L'AEFE a organisé au Sénat le 25 juin 2012 les Assises FLAM. Ces assises ont porté notamment sur l'évolution du programme. Parmi les diverses interventions, on peut relever celle de Xavier North, alors Délégué général à la langue française et aux langues de France (DGLFLF) au ministère de la Culture et de la Communication.

## Objectifs
Il permet d'apporter un soutien à la mise en place d'initiatives extrascolaires (cours de langue et autres activités culturelles organisés pour des groupes de dix élèves au minimum, à partir de la grande section de maternelle) visant à favoriser la pratique de la langue française chez des élèves français scolarisés dans un établissement non-francophone.
Les enfants bénéficiaires peuvent se présenter aux épreuves du Diplôme d'études en langue française, dont les règles ont été modifiées en 2005 pour permettre aux enfants de nationalité française résidant à l'étranger de se présenter aux épreuves.

## Fonctionnement
Le programme FLAM s'adresse à un réseau d'associations locales créées à l'initiative de parents ou de résidents à l'étranger, souvent en liaison avec les grandes associations de Français de l'étranger, Français du monde – ADFE et UFE. Il permet notamment aux enfants de Français scolarisés dans le système local non francophone, par choix ou en cas d'absence d'établissement d'enseignement français homologué, de maintenir ou développer leur connaissance de la langue. 
Il s’adresse aux enfants d’un niveau scolaire correspondant à la grande section de maternelle jusqu'aux classes de collège.
Un cofinancement public, destiné à permettre le démarrage et non un financement pérenne, est effectué par le ministère français des Affaires étrangères et géré par l'Agence pour l'enseignement français à l'étranger depuis 2009.

## Implantations locales
Liste des pays où des associations bénéficient ou ont bénéficié du programme (par ordre géographique) :

### Europe
- Allemagne : Berlin, Bonn, Düsseldorf, Erlangen, Essen, Francfort/Offenbach, Kaiserslautern, Munich, Neustadt an der Weinstraße, Nuremberg, Reutlingen, Stuttgart, Ulm, Worms
- Arménie : Erevan
- Autriche : Vienne, Les p'tits fadas du français d'Altach (Vorarlberg)
- Azerbaïdjan : Bakou
- Belgique (Flandre) : Gand[7]
- Chypre
- Croatie : Zagreb
- Danemark : Odensée
- Espagne : Grenade, Madrid, Pampelune
- Estonie : Les petits francophones de Tallinn
- Grèce : Ermioni, Patras, Rhodes
- Italie : Rome, Gênes, Milan, Turin, Venise, Palerme[8]
- Irlande : Carrigaline, Cork
- Islande : Reykjavik
- Malte : Mgarr
- Norvège : Bergen, Vestfold
- Pays-Bas : Tremplin pour le français à La Haye, Leyde, Nimègue, Rotterdam, Utrecht, En Famille ! à Amsterdam, Les francofilous à Eindhoven
- Roumanie : Sibiu
- Royaume-uni : Angleterre (Londres, Birmingham, Brighton, Bristol, Bromley, Cambridge, Canterbury, Colchester, Exeter, Leeds, Maidenhead / Amersham, Milton Keynes, Oxford, Plymouth, Reigate, Rickmanworth, Rottingdean, Sheffield, St Albans, Teddington - Elmbridge, Ware, Watford)[9],[10], Écosse (Édimbourg, Glasgow), Jersey, Pays de Galles
- Pologne : Cracovie, Wałbrzych, Wrocław
- Suède : Stockholm, Uppsala
- Suisse : Zurich

### États-Unis
- Atlanta
- Austin (EFA)
- Boston (EFGB)
- Chicago
- Houston (EFGH - Éducation Française Greater Houston)[11]
- Miami (Floride)
- New Jersey (PVF)
- New York (EFNY)
- Philadelphie (Greater Philadelphia et Princeton NJ)
- Sacramento (EFSAC)
- San Francisco Bay Area (EFBA)[12]
- Seattle (EFG Seattle)

### Afrique
Le programme n'est en principe pas ouvert dans les pays où le français est la langue du système scolaire.
- Algérie : Lumières de bougies (Bejaïa), Le Petit Navire (Constantine), Le Petit Prince (Annaba), Tizi Ouzou, Oran, Sétif.
- Namibie : Windhoek

### Amérique latine
- Argentine : Mendoza
- Brésil : Les Petits Écoliers de Recife, Natal, Campinas, Curitiba
- République dominicaine : Costa Verde à Rio San Juan
- Mexique : Racines françaises au Mexique (RFM) à Mexico, Hermosillo, Leòn, San Rafael, Santiago de Querétaro[13]

### Asie
- Chine : Hongkong, Macao, Qingdao, Pékin, Shanghai, Shenzhen
- Japon : Kobe, Tokyo
- Mongolie : Oulan Bator
- Taiwan : L'Avenue des petites écoles à Taipei
- Thaïlande : Le club des mousquetaires auprès de l'Alliance française de Phuket

### Proche et Moyen-Orient
- Émirats arabes unis : Abu Dhabi, Dubai International Academy (DIA)
- Israël : Ashdod, Ashkelon, Jérusalem, Netanya, Raanana, Ramat Gan, Tel Aviv
- Jordanie

### Océanie
- Australie : 1, 2, 3, Soleil (Perth), Les Petits Princes de Brisbane, École française de Melbourne (devenue ensuite école homologuée par le ministère de l'Éducation nationale et conventionnée à l'AEFE), Sydney
- Nouvelle-Zélande : FreNZ School (Auckland)